# 公定力
公定力（こうていりょく）とは行政行為の効力のうちの法論理的効力である 。なお、公定力を拘束力に含める場合もある 。

## 意義
公定力とは、行政行為の効力（執行力、形式的確定力（不可争力）、実質的確定力）の一つである。しかし、行政行為の効力のうち、執行力、形式的確定力（不可争力）が制定法上の制度であり、実質的確定力が条理上の実定制度であるのに対して、公定力はそれ自体は単一の自明の実定制度ではなく多くの具体的現象的な実定法制度に統一的な理論構成を与えるための法理論的効力である点が他の効力との大きな違いである。行政行為の公定力の概念が日本ではじめて用いられたのは昭和8年（1933年）である。
- 実体法的公定力説からは、行政行為の一方的行為（単独行為、形成行為）による法律効果の一方的発生、あるいは、行政行為の有効性の推定と説明される。
- 手続法的公定力説からは、行政行為の実体法的内容、効果を手続法上実在化させる効力と説明される。

一般には、公定力は解除条件付の確定力（処分の適否を問わず取り消されるまでは相手方を拘束する自力執行性）と説明される。

## 公定力の根拠
公定力の制度的根拠は、取消訴訟の排他的管轄に求められる。

## 公定力の限界
取消訴訟の排他的管轄が及ばないため、公定力が働かない場面がある。
- 行政行為が無効である場合
- 国家賠償請求訴訟において行政行為の違法性が争われた場合

公定力は適法違法を問わないため、公定力を用いて国家賠償請求の適法違法を問う必要がない。
- 刑事裁判において行政行為の違法性が争われた場合
- 違法性の承継が認められる場合